# Расшеватка
Расшеватка (рос. Расшеватка; лат. Rasshevatka) ― річка в Росії, що протікає в Ставропольському і Краснодарському краю. Гирло річки розташоване за 51 км правого берегу річки Калали. Довжина річки ― 74 км, площа водозбірного басейну ― 962 км².

## Населені пункти над Расшеваткою
- станиця Кармаліновська
- місто Новоалександровськ
- хутір Новоленінський
- станиця Расшеватська
- хутір Новорасшеватський
- хутір Туркінський

## Дані водного реєстру
За даними державного водного реєстру Росії річка належить до Донського басейнового округу, водогосподарська ділянка річки ― Єгорлик, від Новотроїцького водосховища й до гирла. Річковий підбасейн річки ― басейн притоків Дону, що розташований нижче гирла Сіверського Донця. Річковий басейн річки ― Дон (частина басейну в Росії)  .
За даними геоінформаційної системи водогосподарського районування території РФ, підготовленої Федеральним агентством водних ресурсів:
- Код водного об'єкту в державному водному реєстрі ― 05010500612107000017079
- Код за гідрологічним вивченням (рос. ГИ) ― 107 001 707
- Код басейну ― 05.01.05.006
- Номер тому за ГИ ― 07
- Випуск за ГИ ― 0